# میگل مارین (بازیکن فوتبال)
میگل مارین (انگلیسی: Miguel Marín؛ زادهٔ ۱۹ فوریهٔ ۱۹۹۰) بازیکن فوتبال اهل اسپانیا است.
از باشگاه‌هایی که در آن بازی کرده‌است می‌توان به باشگاه فوتبال رئال مورسیا اشاره کرد.